# Theaterleiter
Ein Theaterleiter ist eine allgemeine Bezeichnung für einen verantwortlichen Leiter eines Theaters oder eines Kinos.

## Begriffsbestimmung

### Allgemeines
Die Bezeichnung Theaterleiter kann in der Gegenwart sowohl einen selbstständigen, als auch einen angestellten Leiter bezeichnen.

Ein Theaterleiter ist oft ein selbständiger Unternehmer oder ist gegenüber seinem Subventionsgeber und den Sponsoren direkt verantwortlich.
Er kann der Leiter einer Freien Bühne, eines Privattheaters mit regelmäßigem Spielbetrieb, eines Gastspieltheaters ohne eigenes Ensemble, eines zum Ensemble gewachsenen Amateurtheaters, eines Kinos oder Kinobetriebs oder eines Puppen- oder Figurentheaters sein. Für angestellte Theaterleiter gibt es verschiedene Gehaltszuordnungen.

### Eigentümer eines Theaters
Ein Theaterleiter kann ein eigenes Theater führen. Dies ist in der Gegenwart nur selten der Fall.
In früheren Jahrhunderten leiteten einige Theaterunternehmer eigene Bühnen. Diese wurden mitunter nach ihnen benannt, wie das Fürst-Theater und das Jantschtheater in Wien oder das Wallner-Theater und das Rose-Theater in Berlin.

### Pächter eines Theaters
Häufig wurden in der Vergangenheit Theatergebäude (mit Inventar) über einen bestimmten Zeitraum an eine Theatergesellschaft oder einen Leiter verpachtet. Die Eigentümer nahmen dann fast keinen Einfluss auf das Programm.
Ein bekanntes Beispiel ist das Deutsche Theater in Berlin, das 1894 von seinem Eigentümer Adolph L’Arronge an Otto Brahm und 1905 an Max Reinhardt verpachtet wurde, ohne dass er maßgeblichen Einfluss auf die Gestaltung nahm. Auch Erwin Piscator pachtete seine Bühnen.
Die Prinzipale der Wanderbühnen waren zugleich eine Art Familienoberhaupt für ihre Truppe, besaßen die Lizenz für Theateraufführungen und waren Mieter der Aufführungslokalitäten. Auch auf den Hofbühnen spielten sie meist auf eigene Rechnung.
In der Gegenwart gibt es diese Form selten.

### Angestellter eines Theaters
In der Gegenwart sind die meisten Theater in öffentlich-rechtlichen Trägerschaft oder gehören einem Verein oder einer Gesellschaft.
Diese werden dann von einem Verwaltungsrat, Aufsichtsrat oder ähnlichen Gremien formal verantwortet.
Die künstlerische und programmatische Entscheidungskompetenz wird meist von verschiedenen Personen ausgeübt. Es gibt dafür verschiedene Bezeichnungen wie Geschäftsführer, Verwaltungsleiter, Theaterdirektor, künstlerische Leiter (manchmal aufgeteilt in verschiedene Sparten) usw.
In der Praxis wird oft kein Unterschied zwischen Theaterleitern und angestellten Direktoren gemacht, um die künstlerische Selbständigkeit der letzteren hervorzuheben. Auch Intendanten werden mitunter als Theaterleiter bezeichnet.